# Cristianesimo in Giappone

Mappa delle diocesi cattoliche in Giappone

Il cristianesimo in Giappone costituisce una religione minoritaria, che conta (a seconda delle fonti) tra 1 e 3 milioni di fedeli.
Attualmente nel Paese sono presenti tutte le tradizionali confessioni cristiane: la Chiesa cattolica, il protestantesimo e la Chiesa ortodossa.
Diversamente da altri paesi asiatici, in Giappone non esiste alcuna limitazione all'attività evangelizzatrice. Tuttavia, il cristianesimo nel Paese non dimostra forti segni di crescita né risulta essere profondamente radicato nella società nipponica, diversamente da quanto accade nella vicina Corea del Sud.
Circa il 70% delle chiese risulta essere normalmente frequentata da meno di 30 fedeli.

## La Chiesa cattolica in Giappone

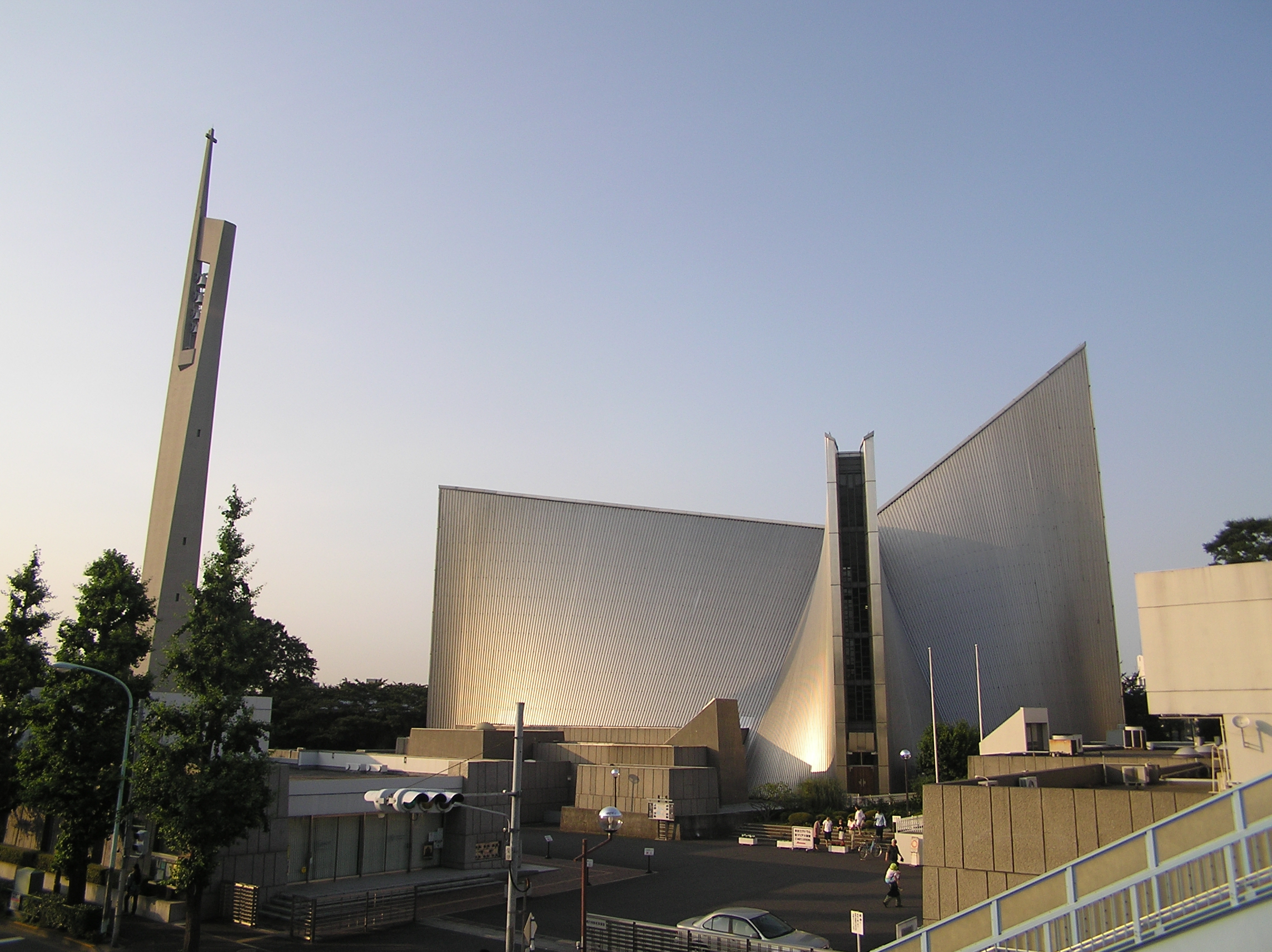
La cattedrale di Santa Maria a Tōkyō

L'attività dei missionari cattolici in Giappone cominciò nel 1549 ad opera di gesuiti, sostenuti dal Portogallo, e di francescani e domenicani, appoggiati dalla Spagna. 

Il primo missionario cattolico nella terra del sol levante fu Francesco Saverio, che sbarcò nella parte meridionale dell'isola di Kyushu. Inizialmente le conversioni riguardavano gli strati più bassi della popolazione, ma i gesuiti riuscirono a inserirsi nelle classi sociali più alte e dunque a convertire anche i ceti più elevati. Nel corso del XVI secolo la comunità cattolica crebbe fino a superare le 300.000 unità: per essi venne istituita nel 1588 la diocesi di Funay. La città costiera di Nagasaki ne era il centro principale.

Le prime persecuzioni cominciarono quando, contro il parere del Visitatore Valignano, il suo vice Gaspar Coelho si intromise nelle faccende politiche giapponesi e attirò sui gesuiti l'accusa di essere spie al servizio degli stranieri. Dure furono le persecuzioni: il 5 febbraio 1597 ventisei cristiani (6 francescani, 3 gesuiti e 17 giapponesi) furono condannati a morte e crocifissi. Negli anni seguenti i cristiani continuarono a professare la fede in modo sotterraneo. Iniziò l'epoca dei kakure kirishitan ("cristiani nascosti").
Nel 1853 il Paese fu riaperto ai rapporti con l'estero: fu così che, pur essendo il proselitismo ancora vietato, giunsero molti religiosi di fede cattolica. Con la Restaurazione Meiji del 1871 venne poi introdotta la libertà religiosa, riconoscendo così alle comunità cristiane il diritto all'esistenza.
Nel periodo successivo alla Seconda guerra mondiale si riscontrò una certa crescita della comunità cattolica.

Nel 1981 Giovanni Paolo II fu il primo Papa a visitare il Paese.
Oggi le comunità cattoliche sono concentrate in un'area omogenea (dalla forma triangolare) compresa tra l'isola di Hirado a nord, l'arcipelago di Gotō ad ovest e la città di Nagasaki ad est;
Alcuni edifici cattolici sono stati dichiarati "tesori nazionali". Il Giappone ha anche stilato una lista di monumenti da presentare all'Unesco, in cui figurano 47 edifici costruiti tra il 1864 (chiesa di Oura, su progetto del missionario francese Pierre-Théodore Fraineau) ed il 1938, oltre alla nuova Cattedrale di Urakami, costruita nel 1959 e la chiesa dei 26 Martiri, edificata nel 1962.
Il 24 novembre 2008 188 martiri cattolici, torturati e uccisi tra il 1603 ed il 1639 (tutti laici tranne il gesuita Padre Kibe), sono stati beatificati con una cerimonia che si è svolta a Nagasaki, presente, in rappresentanza di Benedetto XVI, il cardinale José Saraiva Martins, all'epoca Prefetto della Congregazione delle Cause dei Santi.

## Il protestantesimo in Giappone
Divie Bethune McCartee fu il primo missionario protestante a visitare il Giappone tra il 1861 e il 1862. Con il tempo, aumentò sia il numero di missionari sia l'attività di proselitismo cristiano. Parallelamente, grazie alle traduzioni di alcuni protestanti come Jonathan Goble, James Curtis Hepburn e S.R. Brown, iniziò una cospicua diffusione dei testi biblici in Giappone 
Durante gli anni Venti, anche a causa delle pressioni del governo di stampo militare, la crescita della comunità protestante subì un brusco rallentamento. Una certa ripresa, dovuta soprattutto all'influenza statunitense, si ebbe negli anni immediatamente successivi alla Seconda guerra mondiale. Più recentemente, si è registrata l'attività di missionari provenienti dalla Corea del Sud.
Si contano circa 7.700 chiese protestanti in tutto il Paese, delle quali ben 3.000 nella sola Tokyo.

## La Chiesa ortodossa in Giappone
Il cristianesimo ortodosso fu introdotto in Giappone nel corso del XIX secolo ad opera di San Nicola del Giappone, il quale fu inviato, in qualità di sacerdote della cappella del Consolato russo, nella città di Hakodate (isola di Hokkaidō) per volere della Chiesa ortodossa russa. Fu lo stesso san Nicola del Giappone a tradurre in giapponese il Nuovo Testamento e altri libri religiosi (tra cui il Triodion, il Libro dei Salmi e il Pentecostarion). Nel 1970 fu proclamato santo dal Patriarca di Mosca e riconosciuto come san Nicola, Apostolo del Giappone. Viene ricordato il 16 febbraio.
Nel 2000 venne invece canonizzato, sempre ad opera della Chiesa ortodossa russa, il vescovo Andronik Nikol'skij quale santo e martire: il primo ad essere nominato vescovo di Kyoto, perse la vita durante la rivoluzione russa, dopo essere divenuto vescovo di Perm'.
L'attuale capo della Chiesa ortodossa giapponese è Sua Beatitudine Daniel Nushiro, Metropolita di tutto il Giappone e eparca di Tokyo, in carica dal 2000.
Il centro principale del cristianesimo ortodosso in Giappone è la Cattedrale della Santa Resurrezione (anche nota come "Nicholai-do") a Tokyo.
Tra le tre tradizionali confessioni cristiane, quella ortodossa è però la meno rappresentata: nel Paese si contano infatti solo 9.000 ortodossi.

## Uomini politici cristiani
Takashi Hara fu il primo premier cristiano (cattolico), tra le due guerre. Per un breve periodo salì al governo il protestante Takahashi Korekiyo. Ne seguiranno altri sei, tutti del dopo guerra: Tetsu Katayama (protestante), Shigeru Yoshida (cattolico, nonno di Tarō Asō, della stessa fede), Ichirō Hatoyama (battista, nonno di Yukio Hatoyama, pure della stessa religione), Masayoshi Ōhira (anglicano).